# Tadeusz Gajcy

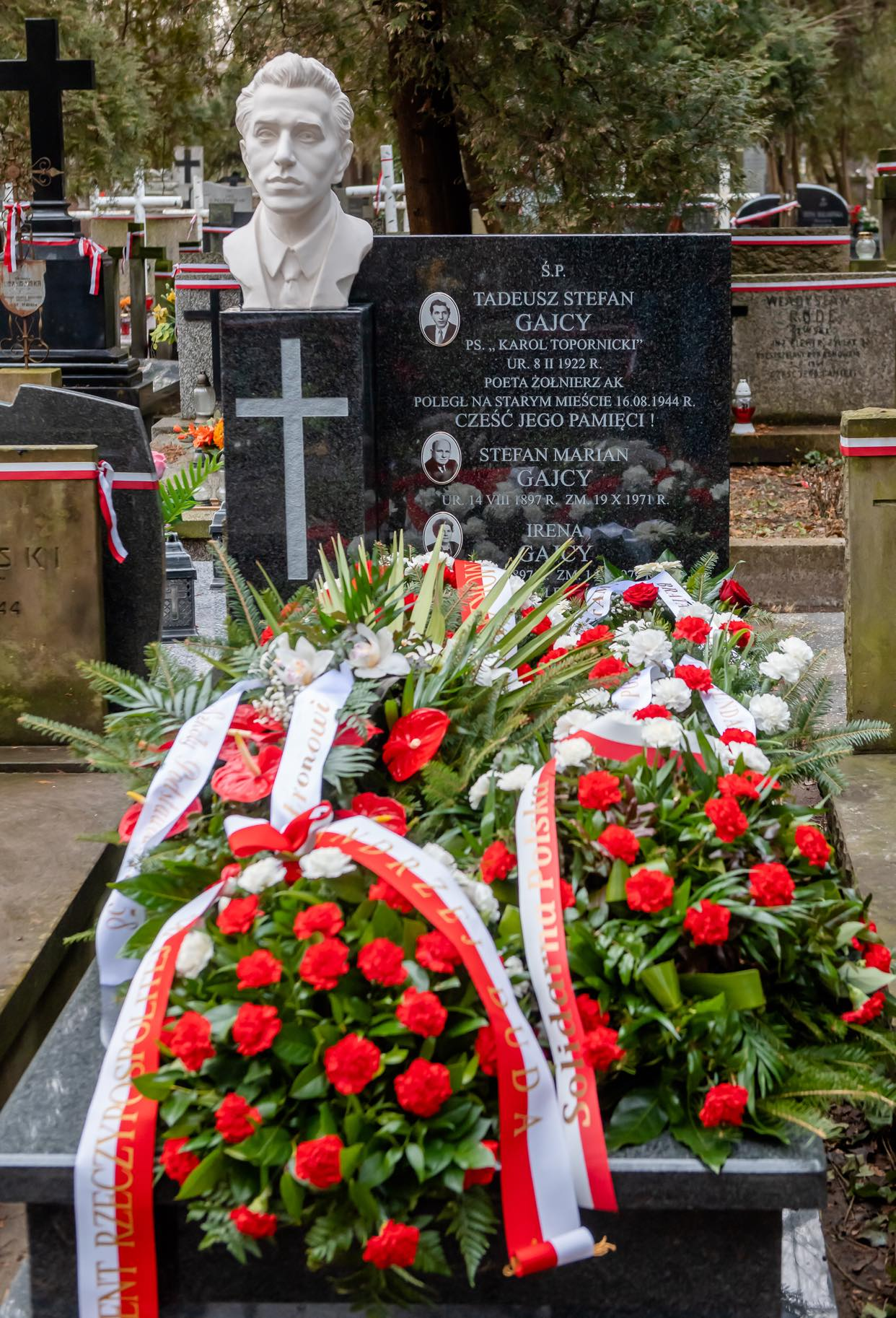
Grób Tadeusza Gajcego (2023)

Tadeusz Stefan Gajcy, ps. Karol Topornicki, Roman Oścień, Topór (ur. 8 lutego 1922 w Warszawie, zm. 16 sierpnia 1944 tamże) – polski poeta czasu wojny, przedstawiciel pokolenia Kolumbów, żołnierz Armii Krajowej, powstaniec warszawski.

## Życiorys

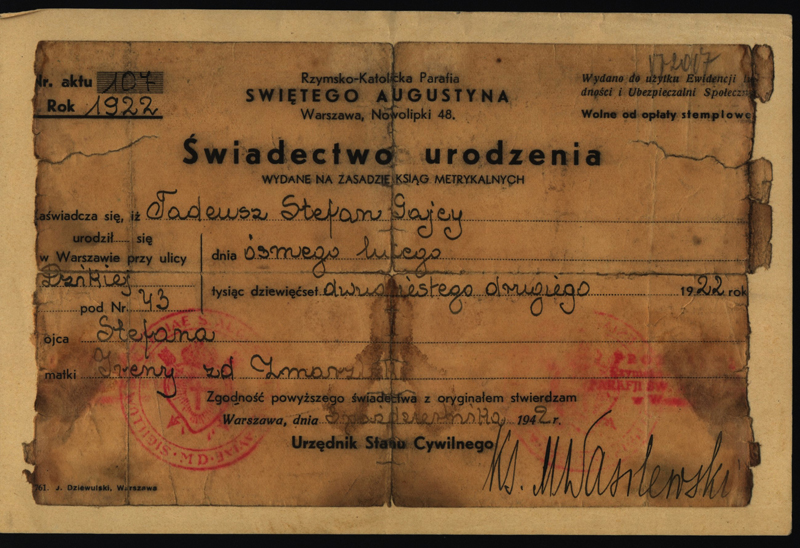
Świadectwo urodzenia Tadeusza Gajcego

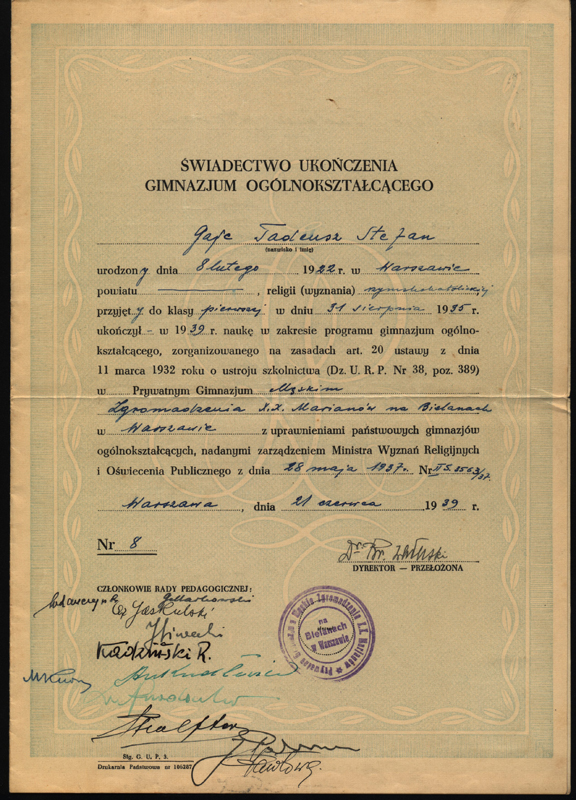
Świadectwo ukończenia gimnazjum

Przodkowie Gajcego przybyli do Polski z Węgier. Poeta urodził się w domu przy ul. Dzikiej 43/45, w ubogiej robotniczej rodzinie warszawskiej 8 lutego 1922. Jego ojciec był ślusarzem w praskim Taborze Kolejowym, matka zaś położną.
Uczęszczał do gimnazjum Zgromadzenia księży Marianów na Bielanach. Chodził tam do klasy z Wojciechem Jaruzelskim. Uczył się gry na mandolinie, był ministrantem. Służył do porannych mszy w kościele Jana Bożego (przy ul. Bonifraterskiej 14). Duży wpływ na jego wychowanie miała babka.
We wrześniu 1939 zgłosił się do wojska, ale ze względu na młody wiek nie został przyjęty. Jako junak Przysposobienia Wojskowego dotarł pieszo do Włodawy. Do Warszawy powrócił po kapitulacji stolicy.
W 1941 zdał maturę i rozpoczął studia polonistyczne na tajnych kompletach na Uniwersytecie Warszawskim. Jeszcze podczas studiów zetknął się ze Zdzisławem Stroińskim – poetą, studentem prawa, który wprowadził go do konspiracyjnej organizacji Konfederacja Narodu założonej z inicjatywy działaczy Obozu Narodowo-Radykalnego „Falanga”.
W czasie II wojny światowej był współtwórcą (a od listopada 1943 ostatnim redaktorem) wydawanego w podziemiu miesięcznika literackiego „Sztuka i Naród”, w którym publikował swoje wiersze, fragmenty prozy, artykuły i recenzje pod pseudonimami Karol Topornicki, Roman Oścień, a także anonimowo. W artykułach polemizował z literackimi poprzednikami, zarzucając poetom Skamandra bezideowość i koniunkturalizm a Awangardzie Krakowskiej – „ekwilibrystykę intelektualną”. Odnosił się do poglądów na temat dziejowej roli Polski oraz głosił potrzebę pisania poezji narodowej, zagrzewającej do boju.
Debiutancki tomik Gajcego – Widma – ukazał się w podziemnym wydawnictwie w maju 1943. Jesienią tego samego roku poeta zrezygnował z pracy magazyniera, by móc poświęcić się pisaniu. W maju 1944 powstał kolejny tomik poezji – Grom powszedni.
Podczas okupacji niemieckiej Gajcy współuczestniczył w kursach Biura Informacji i Propagandy.
25 maja 1943 wraz z Wacławem Bojarskim i Zdzisławem Stroińskim brał udział w akcji złożenia wieńca z biało-czerwoną szarfą i napisem Genialnemu Polakowi, Mikołajowi Kopernikowi, w 400. rocznicę śmierci – Podziemna Polska pod pomnikiem Kopernika. W wyniku interwencji policjanta i ostrzelania przez patrol niemieckiej żandarmerii, Wacław Bojarski został śmiertelnie ranny, a Zdzisław Stroiński aresztowany. Gajcemu udało się uciec.
W powstaniu walczył na Starym Mieście w grupie szturmowo-wypadowej porucznika Jerzego Bondorowskiego (ps. „Ryszard”).
Zginął 16 sierpnia 1944 w powstaniu warszawskim jako żołnierz Armii Krajowej w kamienicy mieszczącej się przy ul. Przejazd nr 1/3 (dziś ul. gen. Andersa), wysadzonej przez niemieckich żołnierzy. Wraz z nim zginął poeta Zdzisław Stroiński. W niektórych, aczkolwiek nielicznych źródłach, jako inną możliwą datę zgonu podaje się 22 sierpnia 1944, a miejscem śmierci miałby być Arsenał; jest to jednak znacznie mniej prawdopodobne.
Ciało poety zostało ekshumowane przez rodzinę wiosną 1946. Dopiero wtedy ustalono, gdzie poległ. Sądząc z obrażeń, zginął na skutek uduszenia pod zwałami gruzu. Został pochowany w kwaterze powstańczej na wojskowych Powązkach (kwatera 27A-7-24).

## Twórczość
Zaczął pisać bardzo wcześnie, lecz jako 16-latek zniszczył „młodzieńcze” wiersze. W latach 1938/1939 tworzył poezję, którą zaczął traktować poważnie. Widoczne jest w niej pragnienie filozoficznego zrozumienia świata, losu i życia człowieka. Przeważa ton refleksyjny, pesymistyczny i momentami buntowniczy, lecz pojawiają się także pozytywne akcenty. To, co wyróżnia poezję Tadeusza Gajcego na tle innych poetów tamtego okresu, to przede wszystkim odmienny, niepowtarzalny styl pisania o brutalnej rzeczywistości wojennej. Poeta odrzucił tworzenie wierszy łatwych, pisanych pod gust publiczności, czy takich, które wprost opisują okrucieństwa wojny. Ukazywał je w postaci apokaliptycznych wizji, które nie odbierają nic z ich okropności, a za to nie nużą dosłownością opisu. Jego utwory obfitują w niezwykłe metafory, śmiałe skojarzenia wzięte z mowy potocznej, po których natychmiast można poznać niemal każdy wiersz poety.
Zadebiutował w 1942 wierszem „Wczorajszemu” drukowanym na łamach almanachu „Sztuka i Naród”. Otrzymał dwie nagrody od redakcji „Biuletynu Literackiego” za wiersze: „Uderzenie”, „Śpiew murów” i „Rapsod o Warszawie”. Jego publikacje pojawiały się również w miesięczniku „Kultura Jutra”. Szczególnie doceniony wśród znajomych mu literatów został poemat „Do potomnego”. Tadeusz rozpoczął od liryki tyrtejskiej, później jednak zaczął realizować własną wizję poezji. Nawiązywał do katastrofizmu, twórczości poetów Drugiej Awangardy. W swojej twórczości pragnął ukazać mistyczny sens ofiary w imię miłości do ludzi i Ojczyzny („Przed odejściem”). Jednak w jego wierszach łatwego patriotyzmu nie ma; jest szczerze przemyślany i przeżywany. Ogłosił dwa tomiki: Widma i Grom Powszedni.
W wierszach pisanych pod wrażeniem wojny i okupacji kilkakrotnie pojawia się intuicyjna pewność losu, tragicznej przyszłości. Na ten problem zwróciła uwagę poetka Józefa Radzymińska, zastanawiając się, co mógł oznaczać wers „ojca twarz w żałobnej ramie” zawarty w poemacie Do potomnego napisanym za życia jego ojca. Taki sam sygnał pojawił się w wierszu Przed odejściem o czym świadczą słowa: „Lecz nim pożegnam go [„mój kraj”] dłonią z męczeńskiej gliny”, „porównam żywioł z żywiołem, gwiazdę zawistną nazwę, co nad mą głową czeka”, „(..) gdy przyjdzie spocząć pod krzyżem”. Nie ubolewał jednak nad nieuchronnym przeznaczeniem. W poezji z czasu wojny Gajcy podjął m.in. problem ponadczasowy: dojrzewania, poszukiwania wartości, budowania fundamentów dla dorosłego życia.
Napisał jedynie pięć erotyków, inspirowanych miłością do Wandy Sucheckiej. Jeden z nich, Miłość bez jutra, uważany jest za jeden z najpiękniejszych w liryce polskiej.
Gajcy napisał sztukę Homer i Orchideja, wystawioną po raz pierwszy przez Teatr Wybrzeże w Gdyni w reżyserii Iwo Galla. Zajmował się także tłumaczeniem fragmentów dzieł Homera, a także Storma, Heinego, George’a, von Liliencrona i Čelakovskiego. Pasjonował się również fotografią.

## W kulturze
Tadeusz Gajcy był pierwowzorem Karola Dębowego, bohatera powieści Romana Bratnego Kolumbowie. Rocznik 20.
Postać Gajcego (i jego matki) pojawia się w wierszu Czesława Miłosza Ballada (1958): Leży Gajcy... Polski noblista przywołał też postać Tadeusza Gajcego oraz innych twórców „Sztuki i Narodu” w poemacie Traktat poetycki (III. Duch dziejów – Dwudziestoletni poeci Warszawy).
- 2009:

- nakładem Muzeum Powstania Warszawskiego ukazała się kompilacja zatytułowana Gajcy!, na której znalazły się utwory współczesnych artystów sceny muzycznej z tekstami poety.
- w albumie Kalambury zespołu Pustki pojawił się utwór Wiersz o szukaniu.
- 2010:

- na płycie demo zespołu Forteca pojawił się utwór Przed odejściem. Wybrzmiał on również podczas ostatniego koncertu zespołu 23 listopada 2019 w Szczyrku – https://www.youtube.com/watch?v=7LY4ioSvpH8
- Muzeum Powstania Warszawskiego wydało płytę Gajcy, Szyc, Pierończyk z poezją Tadeusza Gajcego recytowaną przez Borysa Szyca i w interpretacji muzycznej Adama Pierończyka w ramach projektu Gajcy
- W 2016 na płycie Sierpień zespołu Fabryka wydanego nakładem Narodowego Centrum Kultury znalazły dwa utwory do tekstów Tadeusza Gajcego – O nas (jako Modlitwa o nas) i Wezwanie[12].
- Płyta zespołu Contra Mundum W wierszu i boju. 1914–1949 z 2016 zawiera utwory z tekstami Gajcego: Prolog – Śpiew murów, Miłość bez jutra, Do potomnego oraz Epilog – Przed snem.

## Upamiętnienie

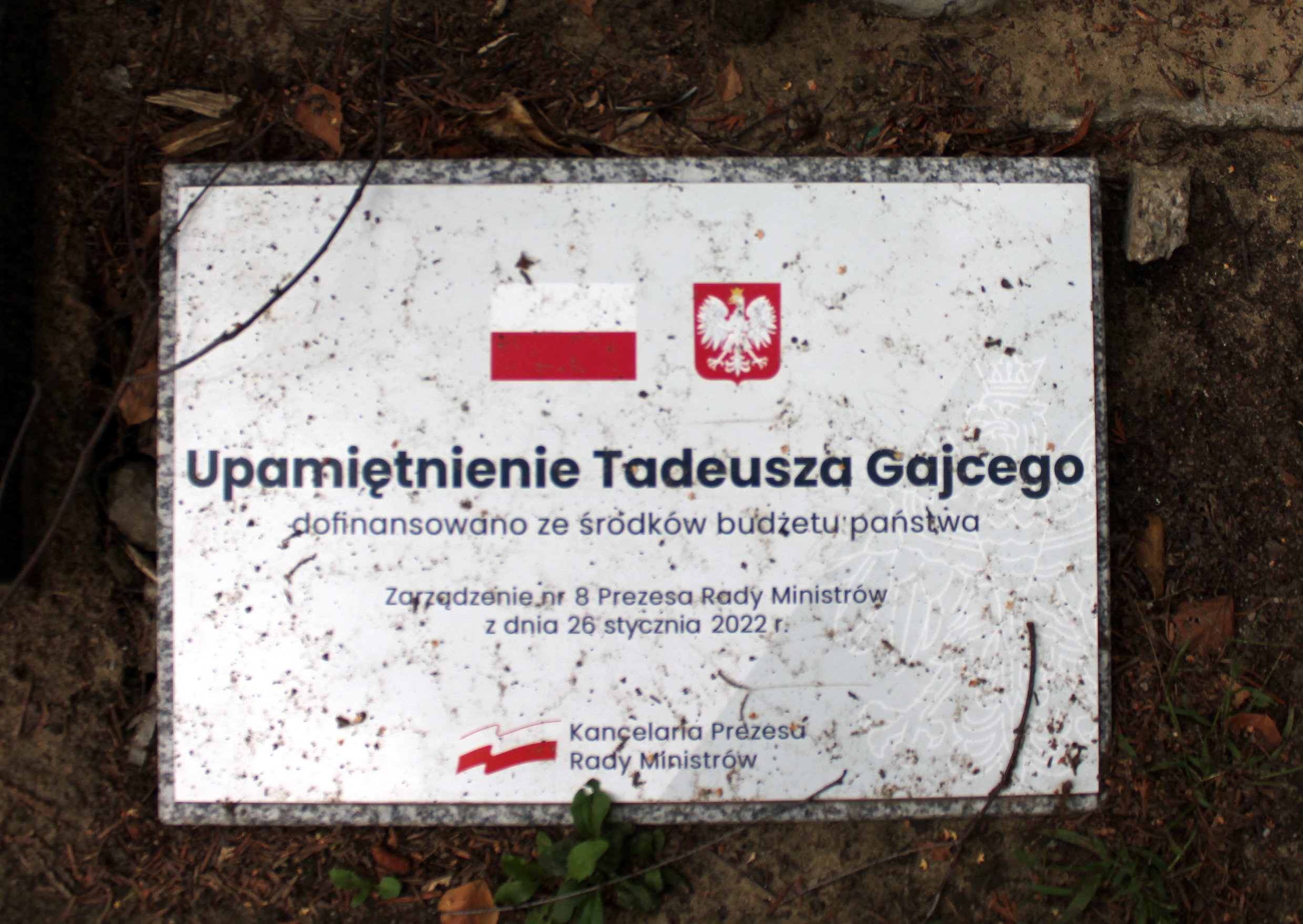
Tablica z informacją o upamiętnieniu Gajcego umieszczona na ziemi przy grobie poety

W marcu 1945 Lesław Bartelski napisał zadedykowany Gajcemu i Stroińskiemu wiersz "Pamięci poległych".
W 1977 Tadeusz Gajcy został patronem Szkoły Podstawowej nr 58 na Targówku.
Narodowy Bank Polski 22 lipca 2009 wyemitował monetę kolekcjonerską o nominale 10 zł wykonaną w srebrze z pierścieniem platerowanym złotem upamiętniającą Tadeusza Gajcego.
8 lutego 2022 w 100. rocznicę urodzin poety, premier Mateusz Morawiecki wraz z Fundacją Nie zapomnij o nas odsłonił rzeźbę Gajcego na jego grobie. Popiersie zostało wyrzeźbione w wyjątkowym kamieniu wapiennym sprowadzanym z Francji. Z tego samego tworzywa wykonana jest część Luwru, podstawy wieży Eiffla, Place de la Concorde i Les Invalides.

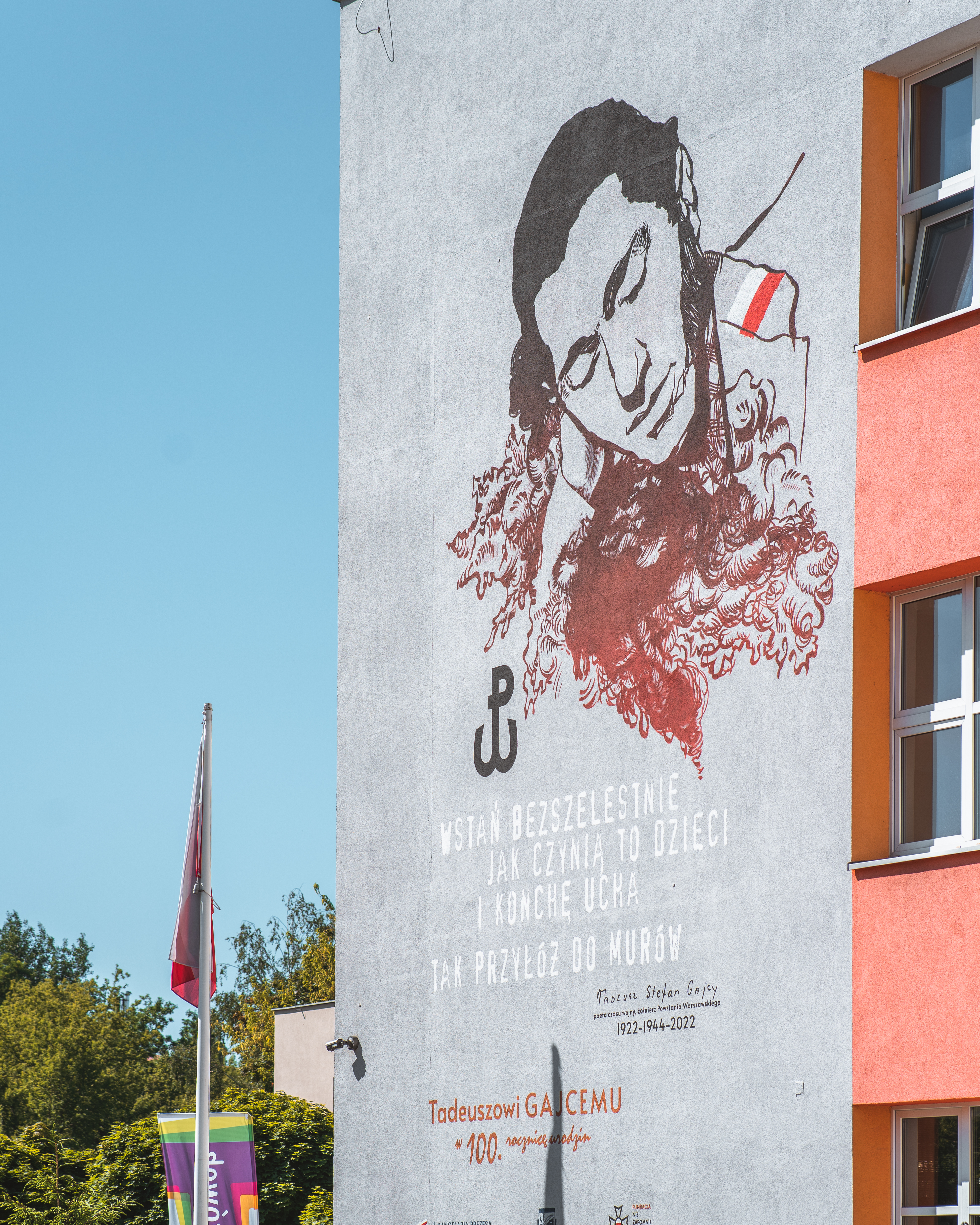
Mural przedstawiający Tadeusza Gajcego

24 czerwca 2022 na ścianie Szkoły Podstawowej, której Gajcy patronuje, został odsłonięty mural ku jego pamięci. 24 października 2022 Poeta został patronem Szkoły Podstawowej w Szklarach.

## Odznaczenia
- Krzyż Komandorski Orderu Odrodzenia Polski - pośmiertnie za wybitne zasługi dla niepodległości Rzeczypospolitej Polskiej, za osiągnięcia w działalności na rzecz rozwoju polskiej kultury, postanowieniem prezydenta RP Lecha Kaczyńskiego z 17 lipca 2009[19][20].

## Dokumentarium
- Tadeusz Gajcy, film dokumentalny, reż. Hanna Zofia Etemadi, 1995[21]